# Kinemacolor

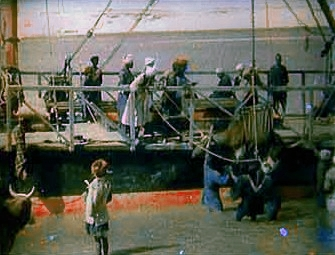
Изображение, снятое по процессу «Кинемаколор» в 1911 году

Кинемаколор (англ. Kinemacolor) — первая в мире система цветного кинематографа, имевшая коммерческий успех и использовавшаяся киностудиями с 1907 по 1913 годы. Технология изобретена англичанином Джорджем Альбертом Смитом (англ. George Albert Smith) совместно с американским партнёром Чарльзом Урбаном (англ. Charles Urban) в 1906 году и основана на цветоделении при помощи обтюратора со встроенными цветными светофильтрами. Как и большинство последующих цветных технологий, таких как «Синеколор» и ранний «Техниколор», «Кинемаколор» использовал два цвета: красно-оранжевый и сине-зелёный. Несмотря на успех «Кинемаколора» в Европе, в США эта технология почти не применялась из-за проблем лицензирования.

## Технология
Появление технологии связано с началом выпуска первых панхроматических фотоэмульсий, ставшего возможным только после открытия красного сенсибилизатора пиноцианола Бенно Гомолкой в 1905 году. Работы Смита основывались на неудавшейся технологии Ли-Тёрнера 1900 года, использовавшей для цветоделения обтюратор с тремя светофильтрами.
Для съёмки по процессу «Кинемаколор» так же применялся специальный киносъёмочный аппарат, оснащённый двухлопастным обтюратором с двумя встроенными светофильтрами красно-оранжевого и сине-зелёного цветов. Использовалась удвоенная по сравнению с обычным немым кинематографом частота киносъёмки в 32 кадра в секунду. В результате чётные и нечётные кадры экспонировались через разные светофильтры, регистрируя только красно-оранжевую или только сине-зелёную составляющие цветного изображения. После проявления киноплёнки получался чёрно-белый цветоделённый негатив, с которого контактным способом печатался чёрно-белый цветоделённый позитив. Для проекции использовался кинопроектор с аналогичными обтюратором и частотой кинопроекции. Таким образом, за одну секунду снимались или проецировались 16 целых цветных кадров. что соответствовало стандартной в то время частоте съёмки и проекции чёрно-белых немых фильмов. Цветоделённые изображения регистрировались с разницей в 1/32 секунды, что приводило к временному параллаксу, выражавшемуся в появлении цветной каймы у быстро движущихся объектов. Кроме того, при проекции можно было заметить красно-зелёное мерцание и в кинопроекторах использовалась специальная заслонка, автоматически убиравшаяся при достижении номинальной частоты проекции после разгона механизма. Однако технологическая простота получения цветного фильма была несравнима с другими двухцветными процессами, нуждавшимися в двухплёночных камерах и сложных процессах печати двухсторонних фильмокопий. Не требовалось никакого тонирования или сложных кинокопировальных процессов.

## Короткий успех
Первый восьмиминутный фильм, снятый по этой технологии и показанный в 1908 году, назывался «Визит к морю». Его премьера состоялась 26 февраля 1909 года в лондонском театре «Палас». В 1910 году создан первый игровой фильм «Шахматист» (англ. Checkmated). Первый полнометражный документальный фильм по этой системе был снят в 1911 году. Это был «Торжественный приём в Дели» (англ. With Our King and Queen Through India) о коронационных торжествах в Индии, премьера которого состоялась 2 февраля 1912 года в лондонском театре «Скала». Фильм демонстрировался во многих странах, в том числе в Российской империи, и его фрагменты хранятся в РГАКФД. Всего известно 54 игровых фильма, снятых в Великобритании с применением «Кинемаколора». 4 фильма всё же сняты в США, и 1 — в Японии. Одним из американских фильмов стала картина «Спасшаяся с „Титаника“» о катастрофе лайнера, в которой часть сцен были чёрно-белыми. Более 300 британских кинотеатров были оснащены аппаратурой, пригодной для демонстрации цветных фильмов. Однако, систему нельзя назвать успешной, поскольку по сравнению с общим количеством кинотеатров эта цифра ничтожна.
«Кинемаколор» вышел из употребления после появления других двухцветных процессов, технологически более сложных, но не обладающих «врождёнными» недостатками первого цветного кино, таких как цветные контуры и ореолы вокруг движущихся объектов. В 1913 году в США появилась технология цветного кино «Призма», использовавшая некоторые принципы «Кинемаколора», но усовершенствованная. А в самой Великобритании появилась двухцветная аддитивная система «Биоколор» Уильяма Фриз-Грина, развитие которой было задержано судебным иском Смита. Однако, судьба «Кинемаколора» была предрешена. Самые ранние киносъёмки в натуральных цветах, дошедшие до наших дней и отреставрированные цифровыми способами, сняты по процессу «Кинемаколор».

## Советский аналог
В 1931 году в СССР под руководством Н. Д. Анощенко была разработана аддитивная трёхцветная система цветного кино «Спектроколор», практически аналогичная «Кинемаколору». В киносъёмочном аппарате и кинопроекторе использовался трёхлопастный обтюратор с тремя цветными светофильтрами и частота киносъёмки и проекции 36 к/сек., то есть 12 целых кадров в секунду. В том же году на киностудии «Межрабпомфильм» сняты два первых короткометражных цветных фильма «Праздник труда» и «Экспериментальный ролик цветных съёмок методом „Спектроколор“». Однако, аддитивные технологии на тот момент считались давно устаревшими и непригодными для широкого проката, потому что требовали специальных сложных проекторов. Кроме того, технология Анощенко обладала всеми недостатками «Кинемаколора» — заметностью мерцания при проекции и цветными контурами движущихся объектов. Развитие современных субтрактивных технологий делало «Спектроколор» неактуальным, и он не получил дальнейшего развития.